# New York Nets 1971-1972
La stagione 1971-72 dei New York Nets fu la 5ª nella ABA per la franchigia.
I New York Nets arrivarono terzi nella Eastern Division con un record di 44-40. Nei play-off vinsero la semifinale di division con i Kentucky Colonels (4-2), la finale di division con i Virginia Squires (4-3), perdendo poi la finale ABA con gli Indiana Pacers (4-2).

## Roster
| N° | Naz.                   | Ruolo | Sportivo           | Anno | Alt. | Peso |
| -- | ---------------------- | ----- | ------------------ | ---- | ---- | ---- |
| 3  | Stati Uniti (bandiera) | AC    | Manny Leaks        | 1945 | 203  | 102  |
| 4  | Stati Uniti (bandiera) | A     | Elnardo Webster    | 1948 | 196  | 86   |
| 5  | Stati Uniti (bandiera) | AC    | Billy Paultz       | 1948 | 211  | 107  |
| 10 | Stati Uniti (bandiera) | AC    | Gene Moore         | 1945 | 206  | 102  |
| 11 | Stati Uniti (bandiera) | A     | Sonny Dove         | 1945 | 201  | 90   |
| 12 | Stati Uniti (bandiera) | AC    | Jim Ard            | 1948 | 203  | 98   |
| 13 | Stati Uniti (bandiera) | G     | John Roche         | 1949 | 191  | 77   |
| 14 | Stati Uniti (bandiera) | A     | Bob Greacen        | 1947 | 201  | 93   |
| 14 | Stati Uniti (bandiera) | G     | Gary Zeller        | 1947 | 191  | 93   |
| 20 | Stati Uniti (bandiera) | A     | Johnny Baum        | 1946 | 196  | 91   |
| 21 | Stati Uniti (bandiera) | G     | Joe DePre          | 1947 | 191  | 84   |
| 22 | Stati Uniti (bandiera) | GA    | Ollie Taylor       | 1947 | 188  | 88   |
| 23 | Stati Uniti (bandiera) | A     | Jarrett Durham     | 1949 | 196  | 85   |
| 24 | Stati Uniti (bandiera) | A     | Rick Barry         | 1944 | 201  | 93   |
| 25 | Stati Uniti (bandiera) | G     | Bill Melchionni    | 1944 | 185  | 75   |
| 32 | Stati Uniti (bandiera) | AC    | Trooper Washington | 1944 | 201  | 98   |

## Staff tecnico
- Allenatore: Lou Carnesecca
- Vice-allenatore: John Kreese